# 壱岐市農業協同組合
壱岐市農業協同組合（いきしのうぎょうきょうどうくみあい）は、長崎県壱岐市にある農業協同組合である。通称JA壱岐市。統一金融機関コードは8905。
2020年（令和2年）2月に支所・出張所の再編（統廃合）が行われた。

## 概要
- 本所（本店）所在地 - 長崎県壱岐市郷ノ浦町東触560番地
- 店舗数 - 支所（支店）2カ所、その他関連施設（2020年（令和2年）2月10日時点）[1]。
- 組合員数 - 正規3,852・准1,383（2007年（平成19年）3月時点）
- 職員数 - 240（臨時・パート等含む）・理事16（内常勤3）・監事5（内常勤1）（2007年（平成19年）3月時点）

## 事業区域
- 長崎県壱岐市全域

## 事業概要
- 信用事業 - 組合員・貯金者の財産管理（JAバンク）、営農・生活資金の借り入れ。
- 共済事業 - 万一の場合の人・家・車の補償。（JA共済）
- 購買事業 - 生活日用品から営農資材、燃料などの供給を通じ組合員の生活と営農の支援。
- 利用事業 - 各集荷場や各種事業の事務局を運営し、組合員の営農環境の合理化。
- 販売事業 - 販路拡大や流通の円滑化

## 沿革
- 1948年（昭和23年） - 当時の壱岐郡にあった12町村で農業協同組合が発足。（武生水町、渡良村、柳田村、沼津村、志原村、初山村、勝本町、鯨伏村、田河町、那賀村、箱崎村、石田村）
- 1965年（昭和40年）3月 - 壱岐郡内の12の農協が大同合併し、壱岐郡農業協同組合として発足。初代組合長:平田庄次郎。
- 2004年（平成16年）3月 - 壱岐郡内の4町（郷ノ浦町、勝本町、芦辺町、石田町）が合併し、壱岐市が誕生したことに伴い、壱岐市農業協同組合として再スタート。
- 2009年（平成21年）4月 - 支所を再編（統廃合）し、営業を開始。12支所、1出張所であったのを4支所、1出張所に再編。
- 2020年（令和2年）
  - 2月10日 - 支所を再編（統廃合）し、営業を開始（予定）。4支所、1出張所であったものを2支所（出張所なし）に再編[1]。
  - 4月1日 - 旧・石田支所にあったATMをマリンパル壱岐に移転。
- 2021年（令和3年）3月31日
  - 旧武生水出張所のATMを廃止[2]。
  - 旅行センター窓口業務を閉店。4月1日以降は業務を縮小し、団体旅行等の取扱を中心に続行[2]。

## 組織
2008年（平成20年）3月31日現在
- 総代会
  - 理事会
  - 監事会-代表監事-常勤監事
  - 代表理事組合長
    - 常務（金融）
      - 金融部 - 資金課・共済課

    - 常務（管理・経済）
      - 企画管理部 - 企画課・管理課・融資審査課
      - 監査室 - 監査課
      - 農産園芸部 - 農産課・園芸課
      - 畜産部 - 畜産課
      - 購買部 - 燃料課・農機自動車課・資材課

## 支所・施設

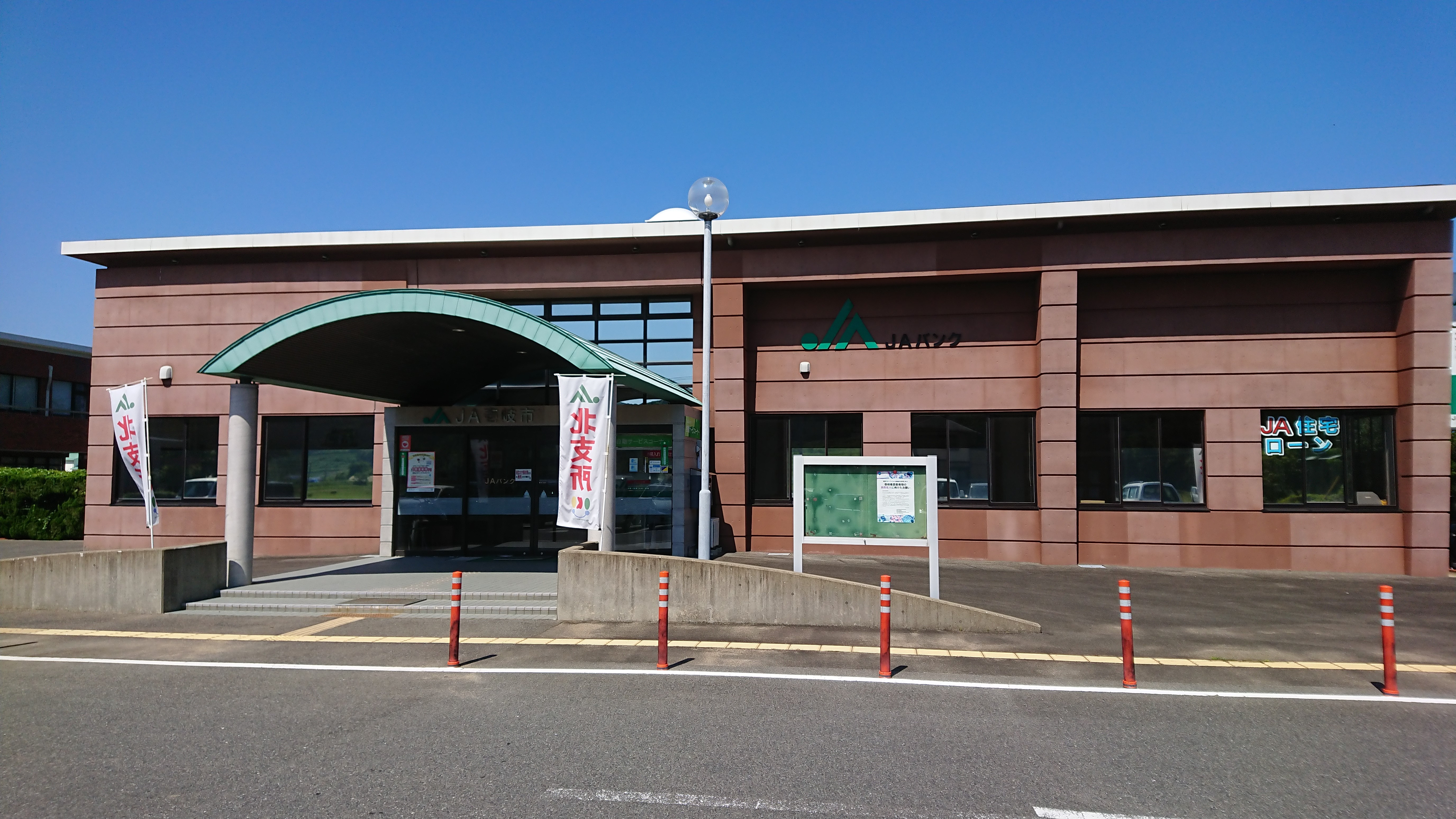
北支所（旧・芦辺支所）

### 支所
貯金・為替、貸付、共済、畜産、経済等の業務を行う。JAバンクのATMも設置されている。また、各支所に実行組合、青年部、女性部、和牛部会の組織がある
【2020年（令和）2年2月10日から】
- 南支所（郷ノ浦町東触560番地)
郷ノ浦と石田の2支所、および武生水出張所が統合。場所は本所と同じ。
- 北支所（芦辺町諸吉大石触179-2）
芦辺と勝本の2支所が統合。場所は旧芦辺支所と同じ。

### 出荷場等
- 営農センター（芦辺町国分東触679） - 国分資材センターと併設。JAバンクのATMが設置されている。
- 農産物集出荷場（芦辺町国分東触706）
- 多目的集出荷場（芦辺町国分東触706）
- 北部ライスセンター・北部農業倉庫（勝本町新城西触1742）
- 深江ライスセンター・深江農業倉庫（芦辺町深江南触1250）
- 新共同乾燥施設（芦辺町深江南触1250-3）

### 家畜市場・キャトルセンター等
- 家畜市場・人工授精所（芦辺町国分東触706）
- 肥育センター（芦辺町箱崎本村触1215）
- 第1キャトルセンター（芦辺町箱崎本村触1445-1）
- 第2キャトルセンター・繁殖研修センター（芦辺町箱崎本村触156）
- 繁殖支援センター（第3キャトル）（郷ノ浦町坪触3185）
- 堆肥センター（芦辺町箱崎本村触1444-2）

### 直売所
- アグリプラザ四季菜館（郷ノ浦町東触560）
本所敷地内にあり、野菜・果物・壱岐牛・焼酎・米・加工品の販売を行う。
- JAミートショップ壱岐（郷ノ浦町東触560）
本所敷地内にあり、主に壱岐牛の販売を行う。
- 有限会社 アグリランドいき 事務所（芦辺町中野郷西触363-3）場所は旧那賀支所。販売は以下の直売所で行う。
- 有限会社 アグリランドいき 直売所「道の駅 壱番館」（芦辺町諸吉二亦触1756-1）場所は旧田河支所。JAバンクのATMが設置されている。

### 給油所・電気店舗
- 本所給油所（郷ノ浦町東触563）
- 北部給油所（芦辺町箱崎本村触101）
- ベイサイド湯ノ本給油所（勝本町布気触966-10）JAバンクのATMが設置されている。
- 電気店舗イング560（郷ノ浦町東触560）本所内

### 農機具・車両サービスセンター
- 農機具センター（郷ノ浦町柳田触493-1）
- 車両サービスセンター（郷ノ浦町柳田触325）

### 資材センター
- 柳田資材センター（郷ノ浦町柳田触325）
- 国分資材センター（芦辺町国分東触679）

### 旅行センター
- JA壱岐市旅行センター（郷ノ浦町東触560）本所内

### かつて存在した支所・施設等
【2009年（平成21年）3月31日で廃止】
- 武生水支所（むしょうず、郷ノ浦町郷ノ浦122）- 他5支所との統合により、郷ノ浦支所（場所は旧・柳田支所）となる。なお武生水のみ出張所となる。
- 渡良支所（わたら、郷ノ浦町渡良南触426-1）- 同上。
- 柳田支所（やなぎだ、郷ノ浦町柳田触325）- 同上。
- 沼津支所（ぬまづ、郷ノ浦町小牧東触263）- 同上。
- 志原支所（しわら、郷ノ浦町大原触96）- 同上。
- 初山支所（はつやま、郷ノ浦町初山西触985-2）- 同上。
- 勝本支所（かつもと、勝本町勝本浦52-1）- 他1支所との統合により、勝本支所（場所は旧・勝本支所）となる。
- 鯨伏支所（いさふし、勝本町布気触967）- 同上。
- 田河支所（たがわ、芦辺町諸吉二亦触1756-1）- 他2支所・1出張所との統合により、芦辺支所となる。場所は新設で、壱岐島開発総合センター（通称「離島センター」）構内。
- 箱崎支所（はこざき、芦辺町箱崎大左右触541-3）- 同上。
- 那賀支所（なか、芦辺町中野郷西触363-3）- 同上。
- 芦辺浦出張所（あしべ、芦辺町芦辺浦288）- 同上。

【2020年（令和2年）2月7日で廃止】
- 郷ノ浦支所（郷ノ浦町柳田触325）- 他1支所・1出張所と統合の上、南支所となる。場所は本所に併設。
- 石田支所（石田町西触1257-6）- 同上。
- 武生水出張所（郷ノ浦町郷ノ浦122）- 同上。
- 勝本支所（勝本町勝本浦52-1）- 他1支所と統合の上、北支所となる。場所は旧・芦辺支所。
- 芦辺支所（芦辺町諸吉大石触179-2）- 同上。

## 主な産物
- 肉用牛（壱岐牛）
- 米（2008年（平成20年）現在、コシヒカリ・ヒノヒカリ・あさひの夢など）
- 麦（2008年（平成20年）現在、ニホンノホシ。麦焼酎の原料。）
- アスパラ
- イチゴ
- メロン